# William Bambridge (football)
Pour les articles homonymes, voir William Bambridge.
William Bambridge, dit Willy Bambridge, né le 23 juin 1911 à Papeete (Tahiti), mort le 7 août 1953 à Papeete, est un joueur de football français. Il est issu d'une famille importante des Établissements français d'Océanie : son père, Georges Bambridge (1887-1942), chef d'une grande entreprise commerciale, est maire de Papeete de 1933 à 1941.

## Biographie

### Origines familiales
Il est un des représentants de la famille Bambridge installé à Tahiti d'origine anglaise et d'origine irlandaise par sa mère. Il est de la famille de nombreuses personnalités tahitiennes : les frères Gérald, Michel et Hubert Coppenrath, Walter Grand, Suzanne Bambridge, etc. (voir l'article Personnalités de Polynésie française : familles Bambridge et Coppenrath notamment).
Il arrive en métropole en 1924. Il fait ses débuts à Saint-Raphaël pour ses études secondaires, puis au collège de Cannes.

### Débuts en France

#### Athlétisme
Il est licencié tout d'abord à la section d'athlétisme de l'AS Cannes, où il est entraîné par l'ancien champion de France Gilbert Auvergne. En 1929, il est 3e dans la finale du Grand Prix des jeunes à Colombes.

#### Football
Après des débuts à Tahiti comme gardien de but, il joue en France lors de ses études de droit à Aix-en-Provence. ¨Puis après avoir passé deux ans au Sports Olympique de Montpellier, il participe au championnat professionnel français au sein du FC Sète, où il est doublure de René Llense. Cette saison-là (1933-1934), Sète remporte le championnat de France. Mais Willy Bambridge n'étant pas suffisamment assidu dans ses études, son père lui coupe les vivres !

### La Bretagne
Dans cette période d'incertitude, un recruteur du Stade rennais vient à Montpellier à la recherche d'un avant-centre. Ce dernier est un ami de Willy Bambridge et propose sa candidature. C'est ainsi qu'à l'orée de la saison 1934-35, Willy Bambridge est engagé comme gardien de but réserviste par le Stade rennais, club de première division.
L'ami avant-centre ne réussit pas en Bretagne, tandis que William Bambridge devient titulaire dès la saison suivante en remplacement de Jean Collet. En 1937, il épouse une jeune bretonne, Angèle Marchand.
Bambridge est sélectionné dans l'équipe de la Ligue de l'Ouest de 1935 à 1938.
Sélectionné pour le match France B-Luxembourg le 22 février 1937, il doit déclarer forfait à cause d'une crise de paludisme. Il connaîtra tout de même la sélection nationale avec les équipes de France amateurs et militaires. Il perd son poste de titulaire lors de la saison 1937-1938 au profit de Jules Miramond.
En 1938, il part pour le Véloce vannetais, club de Division d'Honneur de la Ligue de l'Ouest. Il entre alors dans l'enseignement comme instituteur à Carnac. Il est alors sélectionné dans l'équipe de France amateurs qui bat celle de l'Angleterre à Amiens par 7 buts à 3.
Lorsqu'éclate la Seconde Guerre mondiale, Willy Bambridge ne peut être mobilisé que dans les troupes coloniales en retournant à Tahiti.Il s'engage comme volontaire puis est fait prisonnier à Dunkerque.

### Seconde Guerre mondiale
Prisonnier en Autriche, il est réformé par les autorités allemandes en février 1941 pour paludisme. Il est rapatrié par la Suisse, puis Pau pour revenir à Rennes via Bordeaux, retrouver sa famille. Il retourne alors à Carnac, rejoindre les élèves de son école.
Il joue au Stade lavallois de mai 1941 à juin 1944, où il est aussi entraîneur de juillet 1943 à juin 1944. Le championnat est suspendu mais le Stade lavallois continue à jouer, avec quelques Lavallois et des joueurs salariés des Établissements Borel qui évitent, comme Bambridge, ainsi d'être requis pour le service du travail obligatoire (STO) en Allemagne.
Il passe un an en captivité à Vienne en 1944. En 1945, il est dans un service de la Préfecture de la Mayenne et entraîne le Stade Lavallois. Désirant retourner à Tahiti, il indique avoir soumis au secrétariat aux Sports un programme de travail indiquant qu'à Tahiti, au sein d'une race dont la moyenne de taille est de 1 m. 80, il découvrirai des footballeurs.

### Retour à Tahiti
Après la guerre, ses parents souhaitant le revoir, il rentre à Tahiti. Il y devient professeur d'éducation physique à l'école centrale de Tahiti. Il prend aussi ses responsabilités vis-à-vis du sport tahitien : dès son retour, le Dr Cassiau, féru de sports, prend contact avec lui afin qu'il l'aide à structurer le sport en Polynésie. La rencontre de ces deux hommes débouche sur la création de la Fédération générale des sociétés sportives (FGSS) de Polynésie française, le 21 août 1947.
En 1953, Willy Bambridge meurt victime d'une crise cardiaque, à l'âge de 42 ans, de la même façon que son père, lui aussi décédé jeune.

### Postérité et famille
Un stade omnisports de Papeete porte aujourd'hui le nom de Willy Bambridge : le stade Willy-Bambridge.
Sa femme possédait une pension de famille à Papeete. Elle est attaquée un soir par deux légionnaires, et remise de sa blessure, elle quitte alors Tahiti pour rejoindre Lorient, où elle lance un hôtel. Elle revient lors de sa retraite en Polynésie. Un immeuble porte son nom à Papeete.
Leur fille, Jessie (née à Rennes en 1937, décédée à Nanterre en 2011), épouse Parfait, était pharmacienne, et conseiller municipal de Papeete de 1995 à 2001.